# Licker Bottle Cozy
Licker Bottle Cozy é o segundo EP da banda Grinspoon, lançado a 16 de Dezembro de 1996.
As faixas "Post Enebriated Anxiety" e "Champion" foram incluídas no álbum de estreia Guide to Better Living.

## Faixas
1. "Post Enebriated Anxiety" - 2:38
2. "Pigpen" - 2:20
3. "Champion" - 2:42
4. "Butcher" - 3:58
5. "Freezer" - 1:57

## Créditos
- Phil Jamieson - Vocal
- Pat Davern - Guitarra
- Joe Hansen - Baixo
- Kristian Hopes - Bateria